# НХЛ у сезоні 1952—1953
НХЛ у сезоні 1952/1953 — 36-й регулярний чемпіонат НХЛ. Сезон стартував 9 жовтня 1952. Закінчився фінальним матчем Кубка Стенлі 16 квітня 1953 між Монреаль Канадієнс та Бостон Брюїнс перемогою «канадців» 1:0 в матчі та 4:1 в серії. Це сьома перемога в Кубку Стенлі Монреаля.

## Матч усіх зірок НХЛ
6-й матч усіх зірок НХЛ пройшов 5 жовтня 1952 року в Детройті: Перша команда зірок — Друга команда зірок 1:1 (0:0, 1:0, 0:1).

## Підсумкова турнірна таблиця
| # | Команда            | І  | В  | П  | Н  | ШЗ  | ШП  | Очки |
| - | ------------------ | -- | -- | -- | -- | --- | --- | ---- |
| 1 | Детройт Ред-Вінгс  | 70 | 36 | 16 | 18 | 222 | 133 | 90   |
| 2 | Монреаль Канадієнс | 70 | 28 | 23 | 19 | 155 | 148 | 75   |
| 3 | Бостон Брюїнс      | 70 | 28 | 29 | 13 | 152 | 172 | 69   |
| 4 | Чикаго Блек Гокс   | 70 | 27 | 28 | 15 | 169 | 175 | 69   |
| 5 | Торонто Мейпл-Ліфс | 70 | 27 | 30 | 13 | 156 | 167 | 67   |
| 6 | Нью-Йорк Рейнджерс | 70 | 17 | 37 | 16 | 152 | 211 | 50   |

## Найкращі бомбардири
| Гравець            | Команда            | І  | Г  | П  | О  | ШХ  |
| ------------------ | ------------------ | -- | -- | -- | -- | --- |
| Горді Хоу          | Детройт Ред-Вінгс  | 70 | 49 | 46 | 95 | 57  |
| Тед Ліндсей        | Детройт Ред-Вінгс  | 70 | 32 | 39 | 71 | 111 |
| Моріс Рішар        | Монреаль Канадієнс | 70 | 28 | 33 | 61 | 112 |
| Воллі Гергесгаймер | Нью-Йорк Рейнджерс | 70 | 30 | 29 | 59 | 10  |
| Алекс Дельвеккіо   | Детройт Ред-Вінгс  | 70 | 16 | 43 | 59 | 28  |

## Плей-оф

### Півфінали
| - 24 березня. Бостон - Детройт 0:7 - 26 березня. Бостон - Детройт 5:3 - 29 березня. Детройт - Бостон 1:2 ОТ - 31 березня. Детройт - Бостон 2:6 - 2 квітня. Бостон - Детройт 4:6 - 5 квітня. Детройт - Бостон 2:4 Серія: Детройт - Бостон 2-4 | - 24 березня. Чикаго - Монреаль 1:3 - 26 березня. Чикаго - Монреаль 3:4 - 29 березня. Монреаль - Чикаго 1:2 ОТ - 31 березня. Монреаль - Чикаго 1:3 - 2 квітня. Чикаго - Монреаль 4:2 - 4 квітня. Монреаль - Чикаго 3:0 - 7 квітня. Чикаго - Монреаль 1:4 Серія: Монреаль - Чикаго 4-3 |

### Фінал
- 3 квітня. Бостон - Монреаль 2:4
- 5 квітня. Бостон - Монреаль 4:1
- 7 квітня. Монреаль - Бостон 3:0
- 9 квітня. Монреаль - Бостон 7:3
- 10 квітня. Бостон - Монреаль 0:1 ОТ

Серія: Монреаль - Бостон 4-1
Найкращий бомбардир плей-офЕд Сендфорд (Бостон Брюїнс)  — 11 очок (8+3).

## Призи та нагороди сезону
| Нагороди                 | Гравець      | Команда            |
| ------------------------ | ------------ | ------------------ |
| Пам'ятний трофей Колдера | Гамп Ворслі  | Нью-Йорк Рейнджерс |
| Трофей Арта Росса        | Горді Хоу    | Детройт Ред-Вінгс  |
| Пам'ятний трофей Гарта   | Горді Хоу    | Детройт Ред-Вінгс  |
| Приз Леді Бінг           | Ред Келлі    | Детройт Ред-Вінгс  |
| Трофей Везини            | Террі Савчук | Детройт Ред-Вінгс  |

| Нагорода               | Клуб               |
| ---------------------- | ------------------ |
| Приз принца Уельського | Детройт Ред-Вінгс  |
| Кубок Стенлі           | Монреаль Канадієнс |

## Команда всіх зірок
| Перша команда                   | Позиція              | Друга команда                       |
| ------------------------------- | -------------------- | ----------------------------------- |
| Террі Савчук, Детройт Ред-Вінгс | Воротар              | Геррі МакНіл, Монреаль Канадієнс    |
| Ред Келлі, Детройт Ред-Вінгс    | Захисник             | Білл Квакенбуш, Бостон Брюїнс       |
| Дуг Гарві, Монреаль Канадієнс   | Захисник             | Білл Гедсбі, Чикаго Блек Гокс       |
| Флемінг Маккелл, Бостон Брюїнс  | Центральний нападник | Алекс Дельвеккіо, Детройт Ред-Вінгс |
| Горді Хоу, Детройт Ред-Вінгс    | Правий нападник      | Моріс Рішар, Монреаль Канадієнс     |
| Тед Ліндсей, Детройт Ред-Вінгс  | Лівий нападник       | Берт Олмстед, Монреаль Канадієнс    |